# Isla Christine
La isla Christine es un isla de 0,5 millas de largo situada a 64°48′S 64°02′O / -64.800, -64.033, a 1 milla de la costa del sur de la isla Anvers en el archipiélago Palmer y a unas 1,5 millas al sudeste del punto de Bonaparte, en la Antártida. 
El nombre de isla Christine se propuso al Programa de Investigación Antártico de los Estados Unidos (USARP), por el biólogo Dietland Müller-Schwarze en honor a su esposa Christine Müller-Schwarze, quien estudió el pingüino adelia (Pygoscelis adeliae) con él en la isla en los años 1971 a 1972.

## Reclamaciones territoriales
Argentina incluye a la isla en el departamento Antártida Argentina dentro de la provincia de Tierra del Fuego, Antártida e Islas del Atlántico Sur; para Chile forma parte de la comuna Antártica de la provincia Antártica Chilena dentro de la Región de Magallanes y de la Antártica Chilena; y para el Reino Unido integra el Territorio Antártico Británico. Las tres reclamaciones están sujetas a los términos del Tratado Antártico.
Nomenclatura de los países reclamantes: 
- Argentina: ?
- Chile: ?
- Reino Unido: Christine Island